# 都是陌生人
是2023年上映的英国浪漫奇幻电影，由安德魯·海格执导、编剧，以日本小说家山田太一1987年出版作品《遭遇异人的夏天》为蓝本，是继大林宣彦执导的1988年日本电影《幽异仲夏》后，第二部改编自该小说的电影。影片由安德鲁·斯科特、保罗·麦斯卡、占美·比爾和克萊兒·芙伊主演，2023年8月31日在第50届特柳赖德电影节首映，定于2024年1月26日由探照灯影业在英国院线发行。

## 梗概
伦敦的一个夜晚，亚当在几乎空无一人的塔楼里遇见颇具神秘感的邻居哈里，日常的生活节奏就这样被打破。随着两人关系不断深入，亚当经常在脑海中闪现过去的记忆，最终梦回儿时城镇的郊区小镇，回到小时候的家。亚当惊讶地发现父母竟然还活着，时间则回到了30年前两人去世的那一天。

## 演员
- 安德鲁·斯科特 饰 亚当（Adam）
  - 卡特·约翰·格劳特（Carter John Grout）饰 年轻的亚当
- 保罗·麦斯卡 饰 哈里（Harry）
- 占美·比爾 饰 亚当父亲
- 克萊兒·芙伊 饰 亚当母亲
- 阿米·特雷雷亚（Ami Tredrea）饰 服务员

## 制作
蓝图影业的制片人格雷厄姆·布罗德本特和莎拉·哈维早在2017年6月就向山田太一提出翻拍《遭遇异人的夏天》的计划。同年晚些时候，安德魯·海格与Film4制片加盟。海格称他改编小说的过程“漫长，有时觉得很痛苦”：“我试着像电影中的亚当那样回想自己的过去。我不仅对探索家庭关系与恋爱关系的复杂性感兴趣，也喜欢探寻80年代同志群体成长的独特经历。我计划抽掉原著小说的传统鬼故事，然后找寻更多心理层面、近乎形而上学的东西。”
2022年6月30日，电影演员阵容公开，片名暂定为《陌生人》（Strangers）。由于对外公布的剧情十分简明扼要，而且措辞含糊，大批民众在社交媒体上询问电影是否会展现斯科特的角色与麦斯卡的角色之间的恋爱。电影公开的时候，拍摄工作已经在英国进行。导演黑格儿时的家成了取景地，这里是片中斯科特发现父母还在人世的房间。夜店场景则在皇家沃克斯豪尔酒馆拍摄。

## 发行
电影于2023年8月31日在第50届特柳赖德电影节首映，同年10月1日在2023年纽约电影节放映，入选第68届巴利亚多利德国际电影节主竞赛单元。电影分别于2023年12月22日和2024年1月26日在美国及英国上映，由探照灯影业发行。

## 反响
根据評論匯總网站爛番茄汇总的67篇评论文章，99%的评论家给予该作正面评价，平均打分为8.7分（满分10分）。该网站总结的评论家共识是“《都是陌生人》通过始终以人类情感为基础的奇幻镜头来审视深刻的悲伤和爱。” 在Metacritic上，根據21位影評人給予91分（滿分100分），這部電影獲得了「一致好評」。

### 奖项
| 大奖                   | 颁奖日期       | 奖项             | 获得者                                                                             | 结果 | 参考   |
| ---------------------- | -------------- | ---------------- | ---------------------------------------------------------------------------------- | ---- | ------ |
| 芝加哥影展             | 2023年10月22日 | 金Q雨果奖        | 《都是陌生人》                                                                     | 提名 | [ 11 ] |
| 巴利亚多利德国际电影节 | 2023年10月28日 | 金钉子奖         | 《都是陌生人》                                                                     | 提名 | [ 12 ] |
| 巴利亚多利德国际电影节 | 2023年10月28日 | 彩虹钉子奖       | 《都是陌生人》                                                                     | 獲獎 | [ 13 ] |
| 哥谭奖                 | 2023年11月27日 | 最佳国际影片     | 《都是陌生人》                                                                     | 待定 | [ 14 ] |
| 哥谭奖                 | 2023年11月27日 | 最佳剧本         | 安德魯·海格                                                                        | 待定 | [ 14 ] |
| 哥谭奖                 | 2023年11月27日 | 最佳主角演出     | 安德鲁·斯科特                                                                      | 待定 | [ 14 ] |
| 哥谭奖                 | 2023年11月27日 | 最佳配角演出     | 克萊兒·芙伊                                                                        | 待定 | [ 14 ] |
| 英国独立电影奖         | 2023年12月3日  | 最佳獨立英國影片 | 安德魯·海格、格雷厄姆·布罗德本特、皮特·切尔宁、莎拉·哈维                           | 待定 | [ 15 ] |
| 英国独立电影奖         | 2023年12月3日  | 最佳导演         | 安德魯·海格                                                                        | 待定 | [ 15 ] |
| 英国独立电影奖         | 2023年12月3日  | 最佳主角演出     | 安德鲁·斯科特                                                                      | 待定 | [ 15 ] |
| 英国独立电影奖         | 2023年12月3日  | 最佳配角演出     | 占美·比爾                                                                          | 待定 | [ 15 ] |
| 英国独立电影奖         | 2023年12月3日  | 最佳配角演出     | 克萊兒·芙伊                                                                        | 待定 | [ 15 ] |
| 英国独立电影奖         | 2023年12月3日  | 最佳配角演出     | 保罗·麦斯卡                                                                        | 待定 | [ 15 ] |
| 英国独立电影奖         | 2023年12月3日  | 最佳剧本         | 安德魯·海格                                                                        | 待定 | [ 15 ] |
| 英国独立电影奖         | 2023年12月3日  | 最佳选角         | 卡琳·克劳馥（Kahleen Crawford）                                                    | 待定 | [ 15 ] |
| 英国独立电影奖         | 2023年12月3日  | 最佳摄影         | 杰米·D·拉姆齐                                                                      | 待定 | [ 15 ] |
| 英国独立电影奖         | 2023年12月3日  | 最佳剪辑         | 乔纳森·艾伯茨                                                                      | 待定 | [ 15 ] |
| 英国独立电影奖         | 2023年12月3日  | 最佳化妆发型设计 | 佐伊·克莱尔·布朗（Zoe Clare Brown）                                                | 待定 | [ 15 ] |
| 英国独立电影奖         | 2023年12月3日  | 最佳配乐监督     | 康妮·法尔（Connie Farr）                                                           | 待定 | [ 15 ] |
| 英国独立电影奖         | 2023年12月3日  | 最佳布景         | 莎拉·芬利（Sarah Finlay）                                                          | 待定 | [ 15 ] |
| 英国独立电影奖         | 2023年12月3日  | 最佳音响效果     | 乔金·桑德斯特罗姆、佩尔·博斯特罗姆（Per Bostrom）、史蒂维·海伍德（Stevie Haywood） | 待定 | [ 15 ] |